# Накара
Накара (англ. Nagara people) — племя аборигенов Австралии в Арнем-Ленд на севере Австралии.

## Ареал
Накара занимают территорию в 520 кв. км. возле залива Баукаут (англ. Boucaut Bay) и протягиваются на юго-запад до реки Блайт.

## История
Столкнувшись с угрозой исчезновения, племя катяливиа ассимилировалось и стало частью племени накара. Вследствие чего племя накара растянулось до территории бывшего племени катяливиа.

## Язык
Племя общается на одноимённом языке кунвинькуанской семьи. В 2016 году осталось 58 носителей языка накара.